# Brixellum (cité antique)
Brixellum ou  Brixèlum  était une ville de la Gaule cisalpine sur la rive sud du Pô, à environ 20 km au nord-est de Parme. Les Celtes Cénomans y vivaient. C'était une ville importante dont Pline l'Ancien dit qu'elle avait été une colonie, bien que cela ne soit confirmé par une autre source.
La localisation de cet ancien centre d'origine romaine serait située à l'emplacement de l'actuelle ville de Brescello.

## Origines
Brixellum s'est développé à la confluence du torrent Enza et du fleuve Pô, peut-être comme une émanation de Brixia (l'actuelle Brescia), l'ancienne capitale des Cenomans. Les Cenomans furent des alliés fidèles des Romains; en effet, il existe des témoignages de l'utilisation du port fluvial par les forces romaines isolées en Émilie dès le début de la guerre contre Hannibal. C'est probablement pour cette raison que Brixellum fut élevé au rang de municipium, auquel fut attribué un territoire centurié, et acquit une importance notable pendant toute l'Antiquité.
Dans la plaine de Reggio, dès l'âge du bronze, on pratiquait à la fois l'agriculture intensive et l'élevage, et il existait des centres habités stables. Ces établissements furent abandonnés au cours du XIIe siècle av. J.-C.. pour des raisons encore inconnues. À partir du VIIe siècle av. J.-C.., le peuplement de la zone entre l'Enza et le Pô reprit.
Entre le VIe et le IVe siècle av. J.-C., la plaine de Reggio faisait partie de l'Étrurie padane, qui constituait le « grenier » des villes étrusques du centre de l'Italie. Brixellum, se trouvant dans une position géographique idéale pour les transports fluviaux, maintint des contacts commerciaux importants avec de nombreuses autres villes de la plaine du Pô.

## L'époque romaine
L'occupation romaine de la zone eut lieu au IIe siècle av. J.-C. avec la fondation de la colonie de Bononia (Bologne), le tracé de la Via Aemilia et la fondation de Mutina (Modène) et Parme. La division du territoire et son attribution aux nouveaux colons se firent selon le schéma de la centuriation, c'est-à-dire la subdivision avec des axes routiers (kardines et decumani) qui se croisent à angle droit à une distance régulière de 710 m (1 actus), définissant, avec un réseau de routes, des carrés de 200 jugères de superficie. Le maillage dense en damier permettait une exploitation intensive du territoire.
Entre le milieu du IIe et la fin du  Ier siècle av. J.-C., la population de la zone augmenta grâce à des interventions sur l'environnement (réalisation de digues, déviation de cours d'eau mineurs). Il existait également des portions de territoire laissées en forêt pour l'élevage des porcs et des terrains en friche ou marécageux.
Les fouilles archéologiques et les sources historiques indiquent que Brixellum était une ville prospère, où une classe moyenne composée de marchands, de petits et moyens propriétaires agricoles, d'artisans et de militaires était active.
Les habitations de Brixellum se divisaient en :
- Insulae : le type d'habitation urbaine le plus répandu, développé sur un ou plusieurs étages, avec le rez-de-chaussée occupé par des boutiques donnant sur la rue, et les étages supérieurs divisés en nombreux appartements de petites dimensions.
- Domus : les maisons patriciennes de la ville, généralement à un seul étage, destinées à un seul noyau familial et à une nombreuse domesticité. Les Domus se distinguaient par des pièces élégantes, décorées de mosaïques et de peintures murales, et des espaces dédiés aux activités domestiques.

### Les mosaïques
Lors des fouilles du début des années 1900, on découvrit des pavements raffinés, appartenant à une Domus, réalisés avec des cubes (tesserae) de pierre blanche et noire. Dans ces mosaïques, des motifs géométriques simples et des schémas curvilignes et rectilignes sont combinés avec fantaisie et variété. On remarque des motifs d'inspiration orientale (comme les svastikas, symboles du soleil, provenant de l'Inde via la Turquie), tandis que les motifs triangulaires étaient typiquement romains.

### Les fresques
Certains fragments de fresques retrouvés lors des fouilles des Domus présentent des couleurs très vives, malgré les siècles d'exposition aux intempéries. La technique de fresque qui permit aux Romains de faire durer si longtemps leurs œuvres consistait à appliquer la couleur lorsque le matériau du mur était encore frais, de manière à ce qu'elle soit absorbée plus en profondeur.

### Les assainissements à Brixellum
Les fouilles archéologiques menées dans le centre de l'actuel Brescello ont mis au jour une grande quantité d'amphores utilisées dans des travaux d'assainissement et de drainage du territoire. Il s'agit d'une pratique assez répandue à l'époque dans les zones alluviales ou les deltas des fleuves.
Les amphores, une fois leur fonction originale de contenants pour le transport de denrées terminée, étaient en effet disposées dans le sol, de manière régulière, dans les fondations d'ouvrages ou de bâtiments ultérieurs. Typiquement, elles étaient utilisées selon l'un des trois schémas suivants :
- Protection anti-capillaire : les amphores étaient enfoncées dans le sol à l'envers, de manière à ce que les corps vides constituent de véritables chambres d'expansion capables d'absorber l'eau lorsque la nappe phréatique sous-jacente montait, empêchant ainsi la remontée capillaire des eaux, cause d'humidité dans les maisons situées au-dessus;
- Drainage par captation : les amphores étaient disposées horizontalement l'une dans l'autre, formant une sorte de canalisation souterraine capable d'intercepter et de détourner l'eau en excès;
- Allègement : en présence de terrains de faible consistance, des parties des futures fondations étaient remplacées par des amphores, afin de permettre un allègement du sol capable de compenser la charge transmise par la construction ultérieure.

La présence d'amphores en nombre si élevé qu'elles étaient utilisées, en fin de vie, comme matériau de construction, témoigne de la richesse des échanges commerciaux du port fluvial de Brixellum.

## Le monument des Concordii
Découvert en 1929 à deux kilomètres de Brescello, à l'endroit où se trouvait l'une des nécropoles de la ville antique. Il constitue un décor architectural funéraire dit « à enclos ». Parmi les frises, on remarque:
- Deux amours éteignant une torche en la pressant vers le sol (un motif funéraire répandu à l'époque romaine);
- Une valve de coquillage avec les bustes-portraits des deux affranchis mentionnés dans l'inscription funéraire;
- Un médaillon, encadré par deux demi-colonnes torsadées, représentant deux femmes;
- Une frise horizontale avec des scènes de chasse;
- Un panneau en bas-relief présentant la personnification des quatre saisons.

## Le Pasquèn
Ainsi est traditionnellement appelée, à Brescello, la statue du grand Hercule, dont l'original se trouve dans le petit musée archéologique de la ville, et dont une copie est placée sur la place principale. La statue fut crue d'origine romaine jusqu'en 1871, lorsque Giuseppe Campori démontra qu'elle avait été sculptée entre 1550 et 1553 par Jacopo Sansovino.